# クリストフ・ザウザー
クリストフ・ザウザー（Christoph Sauser, 1976年4月13日 - ）は、スイス、ジークリスヴィル出身の自転車競技（マウンテンバイク）選手。

## 経歴
- 2000年
  - シドニーオリンピック・クロスカントリーで銅メダルを獲得。
- 2001年
  - 世界選手権・クロスカントリー3位。
- 2003年
  - UCIマウンテンバイクワールドカップ・クロスカントリー部門総合2位。
- 2004年
  - マウンテンバイクワールドカップ・クロスカントリー部門総合優勝。
- 2005年
  - マウンテンバイクワールドカップ・クロスカントリー部門総合優勝
  - 世界選手権・クロスカントリー2位
- 2006年
  - マウンテンバイクワールドカップ・クロスカントリー部門総合2位
  - 世界選手権・クロスカントリー2位。
- 2007年
  - 世界選手権・マウンテンバイクマラソン優勝
  - 欧州選手権・マウンテンバイクマラソン優勝
  - マウンテンバイクワールドカップ・クロスカントリー部門総合3位。
- 2008年
  - 世界選手権・マウンテンバイクにおいて、ジュリアン・アプサロンの5連覇を阻み優勝。世界選手権・マウンテンバイクマラソン2位。
- 2009年
  - 世界選手権・マウンテンバイクマラソン3位
- 2011年
  - 世界選手権・マウンテンバイクマラソン優勝